# 1. SC Diepholz
Der 1. Squash-Club Diepholz von 1987 e.V. ist ein Squashverein aus Diepholz und spielt derzeit in der 1. Squash-Bundesliga.

## Geschichte
Der Verein wurde 1987 von sechs Personen gegründet. 1991 erfolgte der Aufstieg der ersten Mannschaft in die Regionalliga Nord und 1996 in die 2. Bundesliga. 1999 belegte die erste Mannschaft in der 2. Bundesliga den ersten Platz und stieg in die 1. Bundesliga auf. Aufgrund von finanziellen Schwierigkeiten zog sich der Verein aus der Bundesliga zurück und spielte ab 2001 in der Landesliga West. 
2005 erfolgte der erneute Aufstieg in die Regionalliga Nord und 2007 erneut in die 2. Bundesliga. 2011 holte der Verein die Vizemeisterschaft in der 2. Bundesliga. 2014 gelang der erneute Aufstieg in die 1. Bundesliga.
Zu den Profispielern, die für Diepholz antraten, gehören unter anderem Mazen Hesham, Iker Pajares, Declan James, Richie Fallows und Mahesh Mangaonkar. In der Saison 2022/23 wurde Diepholz nach einem Halbfinalsieg gegen den Paderborner SC Deutscher Vizemeister.